# Plagiolepis regis
Plagiolepis regis é uma espécie de insecto da família Formicidae.
É endémica da Rússia.